# Bragado
Bragado es la ciudad cabecera del partido de Bragado, localizado en el interior de la provincia de Buenos Aires, Argentina. La localidad y el partido de Bragado están ubicados en el centro noroeste de la provincia, en el corazón de la pampa argentina.

## Historia
Las distintas etnias de pueblos originarios que vivían en esta zona de la pampa húmeda comprendían pampas, boroganos, puelches y ranqueles.
A principios del siglo XIX, en el paraje próximo a la Laguna La Barrancosa (en la zona de Bragado) se asentaron las tribus lideradas por Melinao y Coñequir.
Para esa época, comenzaron a establecerse estancieros y militares de la Corona española para proteger a los terratenientes que pagando un cierto canon ocupaban una estancia en enfiteusis. Fue un área de permanente conflicto entre los aborígenes y los colonizadores españoles.
La necesidad de proteger a las incipientes poblaciones rurales colonizadoras de los ataques defensivos por parte de las comunidades originarias, y asegurar el dominio de esta nueva zona exterior del río Salado, determinó que hacia 1846 se estableciera un puesto militar y un pueblo junto a la laguna de Bragado Grande.
El 5 de diciembre de 1845 el sargento mayor Eugenio del Busto recibió la orden de ponerse al frente de la columna que el jefe de la Frontera del Centro estaba formando en la Guardia de Luján para establecer una comandancia al otro lado río Salado.
El 5 de marzo de 1846 el mismo Del Busto fundó el cantón militar.
Al amparo de este puesto militar del ejército activo en la frontera comenzó a construirse una aldea, que fue bautizada Santa Rosa del Bragado.
El 17 de octubre de 1851, por orden del brigadier Juan Manuel de Rosas se creó el partido de Bragado, nombrándose al primer juez de paz del Bragado, Vicente Silva. La población estimada era de setecientos habitantes entre colonos criollos y nativos.

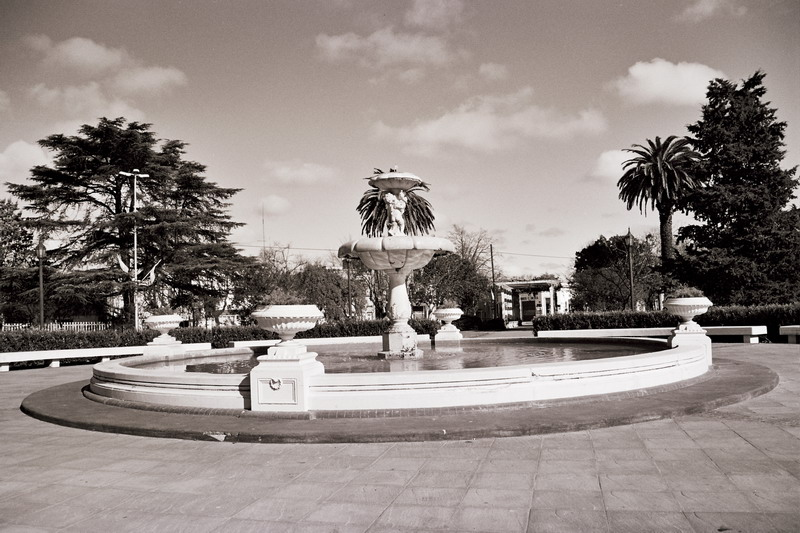
Plaza Veinticinco de Mayo.

El 11 de octubre de 1854 se sancionó la Ley Orgánica que organizó las municipalidades, por la que se eligió a los gobernantes que ocuparían los cargos de esa primera organización. El presidente de la municipalidad tendría las funciones de juez de paz, jefe de la partida de policía y comandante de la Guardia Nacional. Lo acompañaba una comisión integrada por dos secretarios, un procurador, un inspector de corrales, el encargado de la instrucción y el culto y otro de las rentas.
En 1886 se reforma esta ley y se delimitan los poderes: aparece el departamento ejecutivo (encabezado por el intendente), el departamento deliberativo y el juez de paz. El primer intendente fue José Blanch.
En la segunda mitad del siglo XIX el pueblo tuvo un crecimiento vertiginoso gracias a la mejora en los sistemas de comunicación. En 1877 se inauguró la línea Chivilcoy-Bragado del Ferrocarril Oeste de Buenos Aires, que dio un vigoroso impulso al desarrollo local.
El censo nacional de 1895 registró 15.040 habitantes en todo el partido de Bragado, creciendo a una tasa de más del tres por ciento anual, lo que motivó que en 1908 Bragado fuera declarada ciudad.

## Barrios
- 25 de Mayo.
- 26 de septiembre.
- 30 de Junio.
- Aeroclub.
- Agumín.
- Aires De Bragado.
- Banco Provincia.
- Barbero.
- Bomberos.
- Callegari.
- Coll.
- Chacras del Bragado.
- Coll.
- Del Hospital.
- El Bajo.
- El Complejo.
- El Progreso.
- El Talar de Bragado.
- El Tropezón.
- Empleados Municipales.
- Entre Ríos Norte.
- Fátima.
- Feliz.
- Fomuvi.
- Fonavi I.
- Fonavi II.
- Independencia.
- Jardín.
- La Carlota.
- La Curva.
- La Escondida.
- La Unión.
- Las Acacias.
- Las Lilas.
- Las Rosas.
- Las Violetas.
- Los Eucaliptos.
- Los Robles de la Abuela.
- Mudynda.
- Mitchell.
- Nuevo Horizonte.
- Obrero.
- Plan Abuelos.
- Plan Federal (Santa Marta)
- Plan Federal (Las Violetas)
- Plan Federal (El Progreso)
- Plan Novios.
- Pro Casa I.
- Pro Casa II.
- Pro Casa III.
- Pueblo Nuevo.
- Punta del Este.
- Ripari.
- San Luis.
- Santa Marta.
- Torres de Bragado.
- Tucho Lemos.
- UPCN.
- Villa Cano.
- Villa Cora.
- La Colonia.

## Turismo

### Museo Histórico Municipal
El 5 de marzo de 1996 se abrió el Museo Histórico Municipal en una casona construida por los ingleses dueños del Ferrocarril Oeste a fines del siglo XIX. Para su realización fue muy valiosa la colaboración brindada por Candelario Gérez, vecino que a lo largo de su vida aportó, mediante la colección de objetos que son significativos para la construcción de la historia lugareña.
Posee diversas salas con exposiciones permanentes y temporarias, sala de lectura adecuada para quienes desean consultar documentos exhibidos.

### Parque General San Martín - Reserva Histórica Natural, Laguna de Bragado

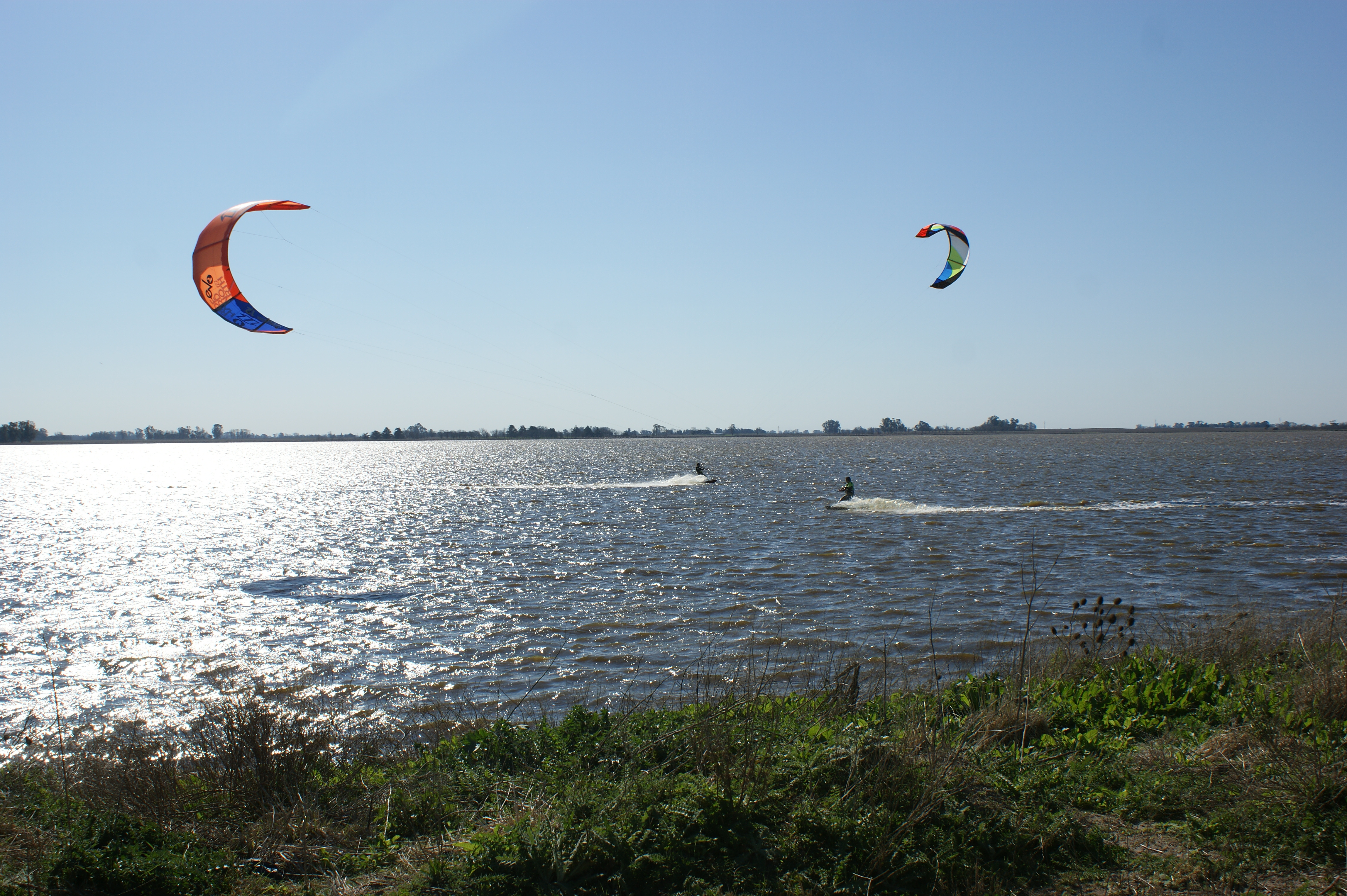
Deporte en el Club Náutico.

Este gran espacio histórico y natural está protegido mediante la Ordenanza Nº 4612/14. De este modo, compatibiliza la conservación de este paisaje con actividades recreativas y turísticas, aprovechando su cercanía con el centro de Bragado (apenas a 2 km), con acceso desde la Ruta Provincial 46, y a sólo 5 km de su cruce con la Ruta Nacional 5.
Esta presenta costas con barrancas de tosca y fondo de barro y tosca, la vegetación se caracteriza por juncales emergentes y gambarrusa sumergida, la población íctica se ve determinada por la presencia de pejerreyes, carpas, dentudos, lisas, bagres y tarariras. Posee una profundidad aproximada de 2 metros.La dinámica de la circulación de las aguas de la laguna tiene su origen en el doble juego de las lluvias y de las corrientes freáticas.
Cuenta con 600 ha con servicios e instalaciones que permiten la cómoda estadía, propuestas deportivas y recreativas, purificación, entretenimientos, juegos para niños, cabalgatas guiadas los fines de semana por la tarde, canchas de paddle, vóley y fútbol y deportes náuticos.
El lugar es ideal para pasar el fin de semana descansando y disfrutando de la naturaleza, reunirse con amigos y acampar disfrutando de sus atardeceres.
Dentro del Parque Lacunario, se ubican las instalaciones del Club Náutico, el Club de Pesca San Ramón y el Campo de Doma Don Abel Fiqguerón, donde allí se realizan jineteadas para la Fiesta Nacional del Caballo en el mes de octubre.

### Complejo Cultural Teatro Florencio Constantino

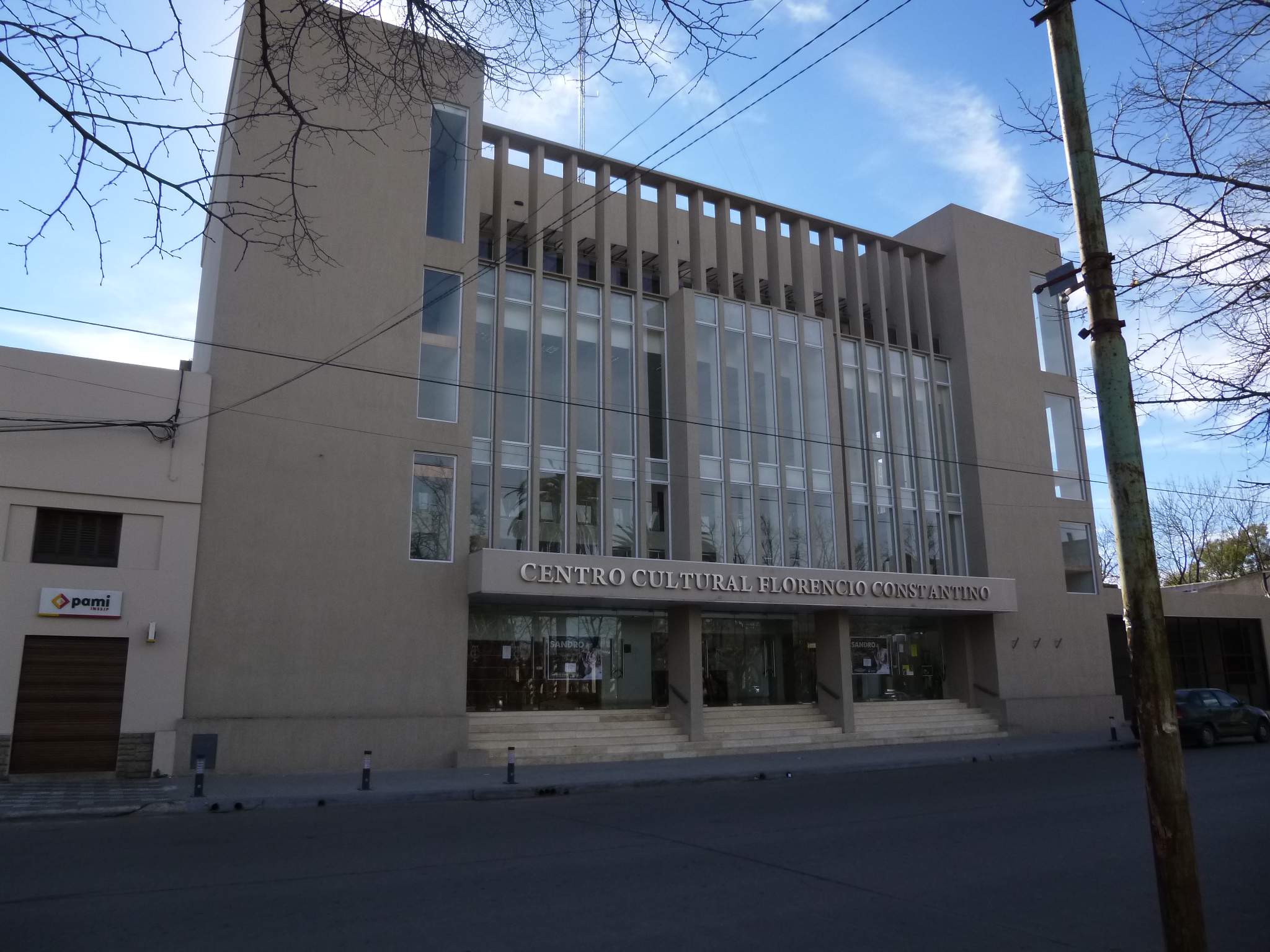
Complejo Cultural Teatro Florencio Constantino

Florencio Constantino, personalidad destacada a nivel mundial de la ópera, nació en 1868 en Bilbao, España. Con 9 años le llevaron a vivir a Ortuella pueblo minero de Vizcaya donde fue a la escuela, trabajó y empezó a cantar como afición. Dejó su trabajo en la mina y se enroló en barcos mercantes y en 1889, después de tres años de servicio militar en la armada española, se muda a la Argentina, provincia de Buenos Aires, acompañado de su novia Luisa, natural de ese país, huyendo de la negativa de los padres de ella a su matrimonio. Al llegar, después de inscribirse como buscador de empleo se casaron, poco después se dirige a la ciudad de Bragado donde se aposenta dedicándose en un primer momento a las labores agrícolas. En 1895 se va a la capital Buenos Aires a educar la voz, comienza su carrera luego de haber cantado en un salón de la Capital Federal. Un mecenas le ayuda para que pueda irse a Italia a perfeccionarse, lo hace con su familia (tenía tres hijos) vive y estudia en Milán. Despegada su carrera y después de varias giras mundiales su fama le lleva a la rivalidad, a pesar de ser amigos, con el tenor italiano Caruso número uno de entonces. Después de amasar una fortuna vuelve a Bragado y construye, a manera de homenaje,  el teatro Florencio Constantino. Con capacidad para 2200 personas, constituye la sala teatral más importante del centro y noroeste de la provincia, con una riqueza arquitectónica donde su sala acústica es acogida con gran mérito por grandes profesionales del arte escénico.
Se inauguró el 25 de noviembre de 1912, con la puesta en escena de la opera Aìda, de Verdi, que el mismo Constantino, su fundador, interpretó, acompañado por un conjunto de cantantes llegados de la Capital Federal, los que actuaron a sala repleta y que terminó con una ovación. Debido a su belleza arquitectónica y a su calidad acústica, es uno de los teatros más reconocidos del país. Fue diseñado como una copia del famoso teatro de la ópera «La Scala de Milán», pero debido al derrumbe de su frente, el 19 de diciembre de 1979, sufrió modificaciones durante su reconstrucción, ganando la fachada que hoy mantiene. La sala durante el año 2010 fue usada como suplente para obras del Teatro Colón de Capital Federal.
Recientemente el teatro fue remodelado al cumplirse sus 100 años de vida, depositándose allí los restos de su creador, el tenor Florencio Constantino.

### Fiesta Nacional del Caballo
Desde la década de 1970 se celebra en la ciudad de Bragado una fiesta de varias jornadas y muy diversas actividades. El evento homenajea al caballo, animal de gran significación para la cultura criolla y para esta ciudad en particular. La programación incluye fogones, espectáculos, jineteadas y conferencias, entre otras actividades.
Por iniciativa de un grupo de vecinos, Bragado comenzó a celebrar una fiesta en honor al caballo. De esta reunión de amigos han pasado más de cuarenta años y, desde entonces, en la segunda semana de octubre Bragado se viste de fiesta para este evento de gran importancia para la comunidad.
Según la leyenda, la ciudad había tomado su nombre del Potro Bragado, un hermoso animal salvaje que ningún gaucho había podido apresar y que defendía valientemente su libertad. El potro, antes que vivir apresado prefirió arrojarse a la laguna y en su honor ésta fue llamada con su nombre.
La celebración incluye diversas actividades que se distribuyen durante varios días y van desde conferencias a espectáculos artísticos y desfiles. La fiesta busca desarrollar el aspecto cultural mediante un concurso literario, charlas sobre la cultura gauchesca, exposiciones fotográficas, muestras artesanales, fogones, desfiles tradicionalistas y jineteadas.
La apertura de la fiesta tiene lugar en la orilla de la laguna, donde se lleva a cabo un asado criollo. Luego, en el campo de jineteada “Don Abel Figuerón” tiene lugar una gran demostración de destrezas criollas donde se presentan renombrados jinetes y los mejores caballos reservados. Por la noche, se encienden cinco fogones y en el escenario principal comienzan los números artísticos que entretienen al público con variada música popular. Uno de los principales acontecimientos de la fiesta es sin duda el desfile, en la que participan más de dos mil jinetes, carruajes, tropillas y bandas que recorren un trayecto de quince cuadras en presencia de todo el público concurrente al evento.

## Población
Cuenta con 44,972 habitantes (Indec, 2022), lo que representa un incremento del 26,1% frente a los 33,222 habitantes (Indec, 2010) del censo anterior.
| Gráfica de evolución demográfica de Bragado entre 1869 y 2022 |
|                                                               |
| Fuentes: INDEC                                                |

## Economía

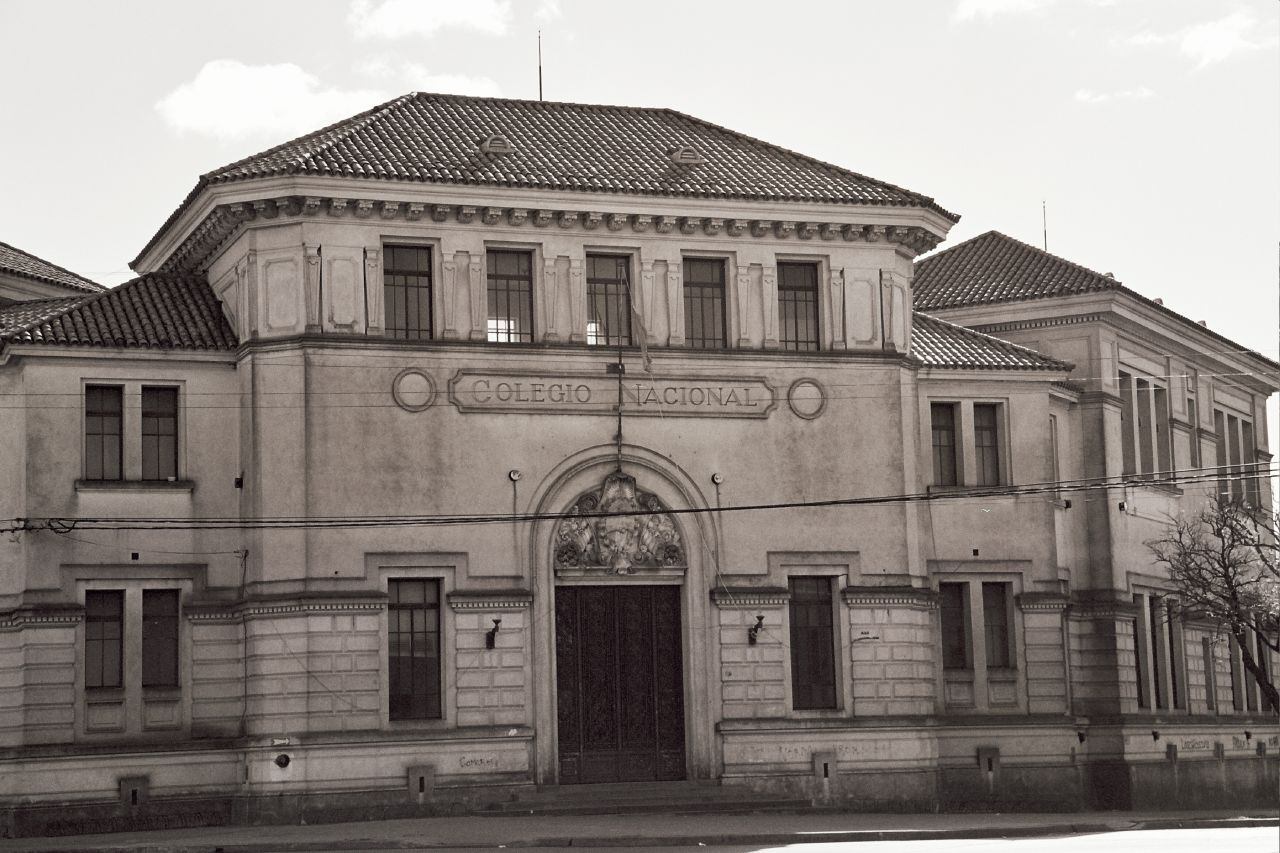
Bragado - Colegio Nacional

La actividad económica de Bragado está basada en los recursos de los sectores agropecuario, de comercio, servicios y en la actividad industrial.
El producto interno bruto de Bragado está constituido en un porcentaje cercano al 45% por la riqueza que aporta el sector agropecuario, el 35% proveniente del comercio y los servicios y en un 20% de la industria.
Los suelos son aptos para la producción agropecuaria de calidad. Los niveles de ocupación de la superficie por actividad se estiman en un 70% destinados a la agricultura, el 20% a la ganadería y el 10% restante a la producción mixta con predominio agrícola. En la actividad ganadera prevalece la cría.
Si bien en la última década se ha registrado un aumento notable de la superficie agrícola en detrimento de la ganadería, la aptitud geomorfológica y climática permite el desarrollo de todo tipo de ganado.

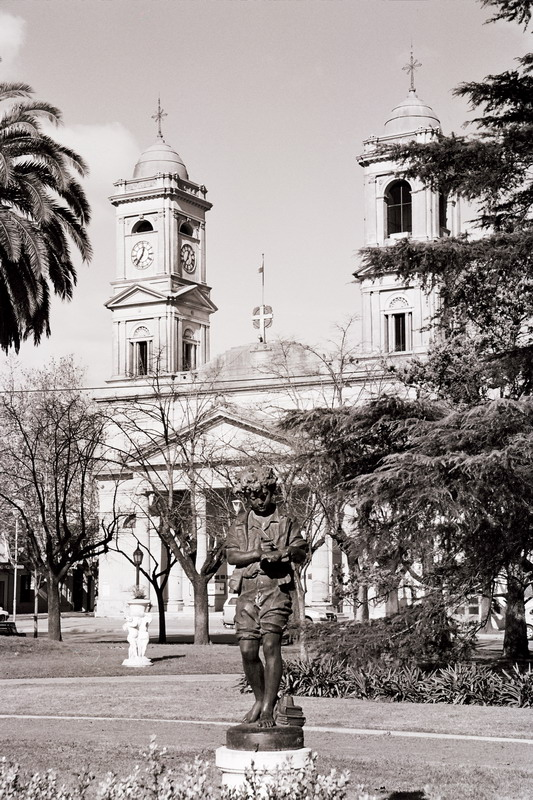
Parroquia Santa Rosa de Lima, patrona de la ciudad de Bragado.

La agricultura se asienta sobre la producción de soja (principal cultivo), trigo, maíz y girasol. También se produce cebada, constituyéndose en una característica distintiva con respecto a otros municipios de la región.
Es destacable el valor que tiene para los bragadenses la actividad industrial, focalizada mayoritariamente en dos rubros: sidero-metalúrgico y confección de indumentaria.
La tradición industrial en esta comunidad tiene un punto de partida con la instalación de los talleres ferroviarios en la localidad de Mechita en el año 1907. Allí se reparó y reconstruyó material ferroviario de la línea Sarmiento hasta los años noventa.
El gran desarrollo industrial se produce en los años sesenta y setenta a partir de dos fábricas instaladas en 1959, una de piezas de acero fundido y otra de molinos de viento.

## Eventos locales

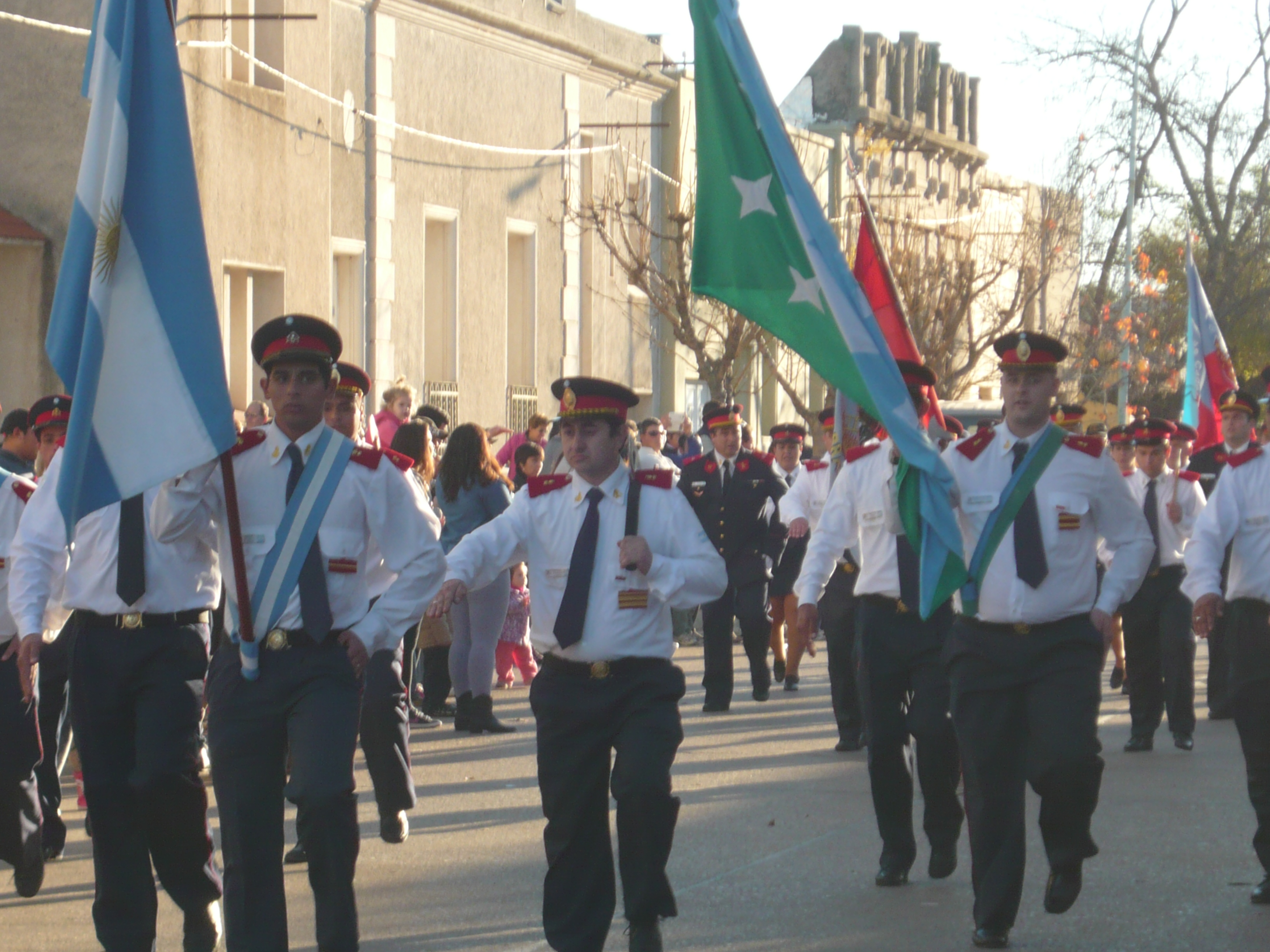
Desfile realizado en Bragado en el año 2014

- Festival Leyenda y Tradición Bragado Siglo XXI (segundo fin de semana de enero). Desde 1995, este festival es un referente en el centro-noroeste de la provincia. En este evento se dan cita nuevos valores del tango y el folklore ―en canto y danza― de toda la provincia y asisten en carácter de invitados destacados artistas de reconocida trayectoria nacional.

- Doble Bragado de Ciclismo (último fin de semana de enero). Esta competencia ciclística de ruta se realiza desde 1922. Es considerada la más importante de la Argentina.[cita requerida] Todo ciclista en la Argentina tiene como objetivo en su vida deportiva correr, al menos una vez, la Doble Bragado. Los mejores equipos y ciclistas del país, recorren durante una semana más de 1000 km a lo largo de 15 municipios de la provincia de Buenos Aires. Las etapas definitorias se desarrollan en Bragado, siendo acompañada multitudinariamente en todo su recorrido. Desde la primera edición, es organizada y fiscalizada por el Club Ciclista Nación, y cuenta con el apoyo logístico del Club Ciclista Bragado y de la Municipalidad de Bragado.

- Bragado Rock (último fin de semana de febrero): es un espacio abierto a las bandas de rock de la región. Se realiza en el Parque Lacunario «General San Martín» teniendo como marco natural la Laguna de Bragado. Participan como invitados a este evento grupos de rock de primer nivel.

- Día Internacional del Folklore (21 de agosto): se celebra anualmente con un festival artístico en el que participan peñas locales y regionales, como así también intérpretes que animan este encuentro en homenaje al folclore. La organización está a cargo de los talleres de danza de la Escuela Municipal de Artes, el Ballet Estampas Nativas y la Dirección de Cultura de la Municipalidad.

- Fiesta Patronal Santa Rosa de Lima (30 de agosto): homenaje a la patrona de la ciudad. En la programación se desarrolla la tradicional procesión religiosa de la Virgen por las calles de Bragado. Simultáneamente se realizan distintas actividades cívicas y culturales.

- Revancha de la Doble Bragado (último fin de semana de agosto): desde el año 1999, el Club Ciclista y la Municipalidad organizan esta competencia que se desarrolla exclusivamente en la ciudad de Bragado. Con la fiscalización de la Asociación Ciclística del Oeste de Buenos Aires, participan los mejores pedalistas y equipos del país quienes buscan la revancha de la tradicional «Doble Bragado» que se realiza a principio de cada año. Simultáneamente, tienen su espacio competitivo las categorías Infantiles, Juveniles y Máster A, B, C y D.

- Fiesta Nacional del Caballo (segundo fin de semana de octubre): desde 1970 se realiza esta fiesta tradicionalista, una de las más importantes del país en su género. Este singular evento está enmarcado por el desfile criollo (participan más de 2000 jinetes), destreza criolla, concursos de emprendados y conjunto de apero, caballo y jinete, fogones, espectáculos de danza y canto nativo, muestra artesanal, y diversas actividades culturales complementarias referidas al caballo y las tradiciones argentinas.
- Fiesta de la Tradición (segundo fin de semana de noviembre): fiesta popular con espectáculos artísticos de canto y danza en la plaza Eva Perón. En la segunda jornada se realiza un desfile criollo por las calles de la ciudad, culminando con destrezas y jineteada en el campo de doma don Abel Figuerón, ubicado en la Laguna del Bragado.

- Fiesta Provincial de la Soja: Esta fiesta, con una duración de tres días en la segunda quincena de noviembre, tiene por finalidad promover la actividad del cultivo de soja en la región y, al mismo tiempo, homenajear tanto a los trabajadores como a los productores del sector. La primera Fiesta de la Soja se organizó en 1974 por iniciativa de un grupo de pioneros e investigadores que formaban parte de la Comisión Investigadora Bragadense de Soja (C.I.B.S). La Fiesta Provincial de la Soja volvió a realizarse en 2011, luego de 22 años de ausencia, por iniciativa de un grupo de vecinos que decidieron reflotar este tradicional y emblemático evento bonaerense, con el respaldo del Gobierno provincial y del Banco de la Provincia de Buenos Aires.

## Bragadenses destacados
- Héctor Larrea
- Eber Luis Decibe
- Miguel Barzola
- Marcelle Marcel
- Aldo San Pedro
- Sergio Elguezábal
- Carlos Damin[9][10]
- Fernando Cavenaghi
- Gabriel Héctor Fernández
- Carlos Kunkel
- Susana Decibe
- Enrique P. Maroni
- José Luis Barrado
- José Percudani
- Andrés Selpa
- Diego Barrado
- Diego Alberto Torres

## Medios de comunicación

### Gráficos
- El Censor: diario fundado el 9 de febrero de 1909.
- Diario La Voz: diario fundado el 17 de diciembre de 1962 con el nombre de LA VOZ DE BRAGADO .[11]
- Historias para ser Contadas: revista que desde 1998 investiga la historia de la ciudad y el partido de Bragado. Se publica aproximadamente cada dos meses.[12]

### Canales locales de TV
- Cablevisión Bragado
- Eps TV Canal 5

### Radios FM
- FM Rivadavia 88.1 (Repetidora de LS5)
- FM Blue Bragado 88.5 L.R.I 350 (Repetidora de LRL302)
- FM Mega 98.3 (Repetidora de LRL312)
- Fm Pampa 104.5 MHz
- Fm Bragado 95.5 MHz
- Fm Radio Fiesta 92.5 MHz
- Fm La 100 Bragado 90.9 MHz
- Fm Encuentro 93.9 MHz
- Fm BragART
- Fm San Gabriel 92.1 MHz

## Parroquias de la Iglesia católica en Bragado
| Diócesis                         | Nueve de Julio |
| -------------------------------- | -------------- |
| Parroquias \| Santa Rosa de Lima |                |